# Kinnarumma
Kinnarumma är en tätort i Borås kommun och kyrkbyn i Kinnarumma socken.
Genom Kinnarumma rinner Häggån, som mynnar ut i Viskan. 

## Befolkningsutveckling
| Befolkningsutvecklingen i Kinnarumma 1970–2020                         | Befolkningsutvecklingen i Kinnarumma 1970–2020 | Befolkningsutvecklingen i Kinnarumma 1970–2020 | Befolkningsutvecklingen i Kinnarumma 1970–2020 | Befolkningsutvecklingen i Kinnarumma 1970–2020 |
| ---------------------------------------------------------------------- | ---------------------------------------------- | ---------------------------------------------- | ---------------------------------------------- | ---------------------------------------------- |
|                                                                        |                                                |                                                |                                                |                                                |
| År                                                                     |                                                |                                                | Folkmängd                                      | Areal (ha)                                     |
| 1970                                                                   | 1970                                           |                                                | 215                                            |                                                |
| 1975                                                                   | 1975                                           |                                                | 331                                            |                                                |
| 1980                                                                   | 1980                                           |                                                | 334                                            |                                                |
| 1990                                                                   | 1990                                           |                                                | 285                                            | 41                                             |
| 1995                                                                   | 1995                                           |                                                | 277                                            | 41                                             |
| 2000                                                                   | 2000                                           |                                                | 268                                            | 41                                             |
| 2005                                                                   | 2005                                           |                                                | 267                                            | 41                                             |
| 2010                                                                   | 2010                                           |                                                | 253                                            | 41                                             |
| 2015                                                                   | 2015                                           |                                                | 333                                            | 74                                             |
| 2020                                                                   | 2020                                           |                                                | 381                                            | 73                                             |
| Anm.: Ny tätort 1970. Sammamvuxen 2015 med småorten Fagerlid och Heden |                                                |                                                |                                                |                                                |